# Tadeusz Arkit
Tadeusz Andrzej Arkit (* 10. November 1955 in Tenczynek) ist ein polnischer Politiker (PO). Er gehörte von 2007 bis 2015 dem Sejm in der VI. und VII. Wahlperiode an.

## Leben und Beruf
Arkit studierte an der AGH Wissenschaftlich-Technische Universität in Krakau und war nach dem erfolgreichen Magister-Abschluss von 1982 bis 1994 als Steiger im Steinkohlebergwerk Janina. Später absolvierte er ein Aufbaustudium im Bereich Bank- und Finanzwesen in Kattowitz und an der Szkoła Główna Handlowa w Warszawie zum strategischen Management lokaler Verwaltungseinheiten. Tadeusz Arkit ist verheiratet und hat drei Kinder. 2015 wurde er Leiter des Wasserwerks in Chrzanów.

## Politik
Arkit trat 1994 der Unia Wolności bei, für die er bei der Parlamentswahl 2007 erfolglos im Wahlkreis Sosnowiec kandidierte. Von 1994 bis 1996 war er stellvertretender und von 1998 bis 2007 Bürgermeister der Gmina Libiąż. 2001 wechselte er von der UW zur Platforma Obywatelska (PO). Bei den Parlamentswahlen 2007 kandidierte er für diese und konnte einen Sitz im Sejm erlangen. 2011 wurde er wiedergewählt. Bei der Sejmwahl 2015 trat er nicht mehr an und schied aus dem Parlament aus. Im Jahr 2018 wurde Arkit für die PO auf der Liste des Wahlbündnisses Koalicja Obywatelska in den Sejmik der Woiwodschaft Kleinpolen gewählt. Bei den Selbstverwaltungswahlen 2024 gelang ihm die Wiederwahl.